# Villa Riva
Villa Riva é um município da República Dominicana pertencente à província de Duarte.
Sua população estimada em 2012 era de 30 989 habitantes.